# Typhula mycophaga
Typhula mycophaga är en svampart som beskrevs av Berthier & Redhead 1982. Typhula mycophaga ingår i släktet Typhula och familjen trådklubbor.   Inga underarter finns listade i Catalogue of Life.